# Caverna de La Pasiega
A caverna de La Pasiega, situada no município espanhol de Puente Viesgo, é uma das mais importantes estações de Arte paleolítica de Cantábria (Espanha). Está incluída na lista do Patrimônio da Humanidade da UNESCO desde Julho de 2008, dentro do sitio «Caverna de Altamira e arte rupestre paleolítica do Norte da Espanha».
Está localizada no centro de Cantábria, em meio do vale do rio Pas, perto da caverna de Hornos de la Peña e no monte Castillo, o mesmo que acolhe as cavernas de Las Monedas, Las Chimeneas e a de El Castillo. As cavernas do Monte Castillo formam um conjunto completo, tanto do ponto de vista da cultura material da Idade da Pedra, quanto do ponto de vista artístico. La Pasiega é, primariamente, uma enorme galeria de até 120 metros de comprimento (conhecidos) que discorre mais ou menos paralelamente à encosta do monte, saindo à superfície por seis lugares diferentes: seis pequenas bocas, a maioria obstruídas, das quais atualmente se têm acomodado duas como entradas para as visitas. A galeria principal tem cerca de 70 metros e abre-se a galerias secundárias mais profundas, sinuosas e labirínticas que, às vezes, alongam-se formando salas. Assim, temos a «sala II-VIII», a sala da «Galeria B» ou a «sala XI» da «Galeria C», todas elas com decoração paleolítica. As duas últimas contêm alguns dos santuários rupestres que referidos neste artigo.
Os restos documentados são enquadrados principalmente no Solutreano Superior e no Magdaleniano Inferior, embora também se encontrem objetos mais antigos. Na totalidade da caverna há amostras parietais, encontrando-se tanto pinturas em si mesmas, quanto gravuras incisas. Destacam-se as representações de equídeos, cervídeos (masculinos e femininos) e bovídeos. Além disso, há numerosos signos abstratos ("ideomorfos").

## A descoberta de La Pasiega
A descoberta científica da caverna de La Pasiega foi devida a Wernert e Hugo Obermaier, que, estando escavando na caverna de El Castillo em 1911, receberam a notícia de que os operários conheciam outra cavidade próxima, chamada "La Pasiega"; estes investigadores comprovaram que a gruta tinha pinturas rupestres. Algo mais tarde, Henri Breuil, Obermaier e Hermilio Alcalde del Río iniciavam o seu estudo sistemático. Este não pôde ser concluído para a grande obra que nesse mesmo ano publicaram Breuil, Alcalde del Río e Sierra, pelo qual se fez necessária uma monografia à parte, publicada em 1913. Foi um momento importante no avanço da ciência pré-histórica na Espanha:
| “ | No decênio seguinte, Alcalde del Río integrar-se-á plenamente na equipa internacional que patrocinará o Institut de Paléontogie Humaine de Paris, onde figuravam o abate Breuil e H. Obermaier. Nesta época é quando se descobre a caverna de La Pasiega. Trata-se do momento mais importante no processo de estudo da arte rupestre cantábrica. Fruto destes trabalhos são as monumentais obras conjuntas editadas em Mônaco, sobre as cavernas da região, em geral (Alcalde del Río, Breuil e Sierra, 1911) e especificamente sobre La Pasiega (Breuil, Obermaier e Alcalde del Río, 1913) | ” |

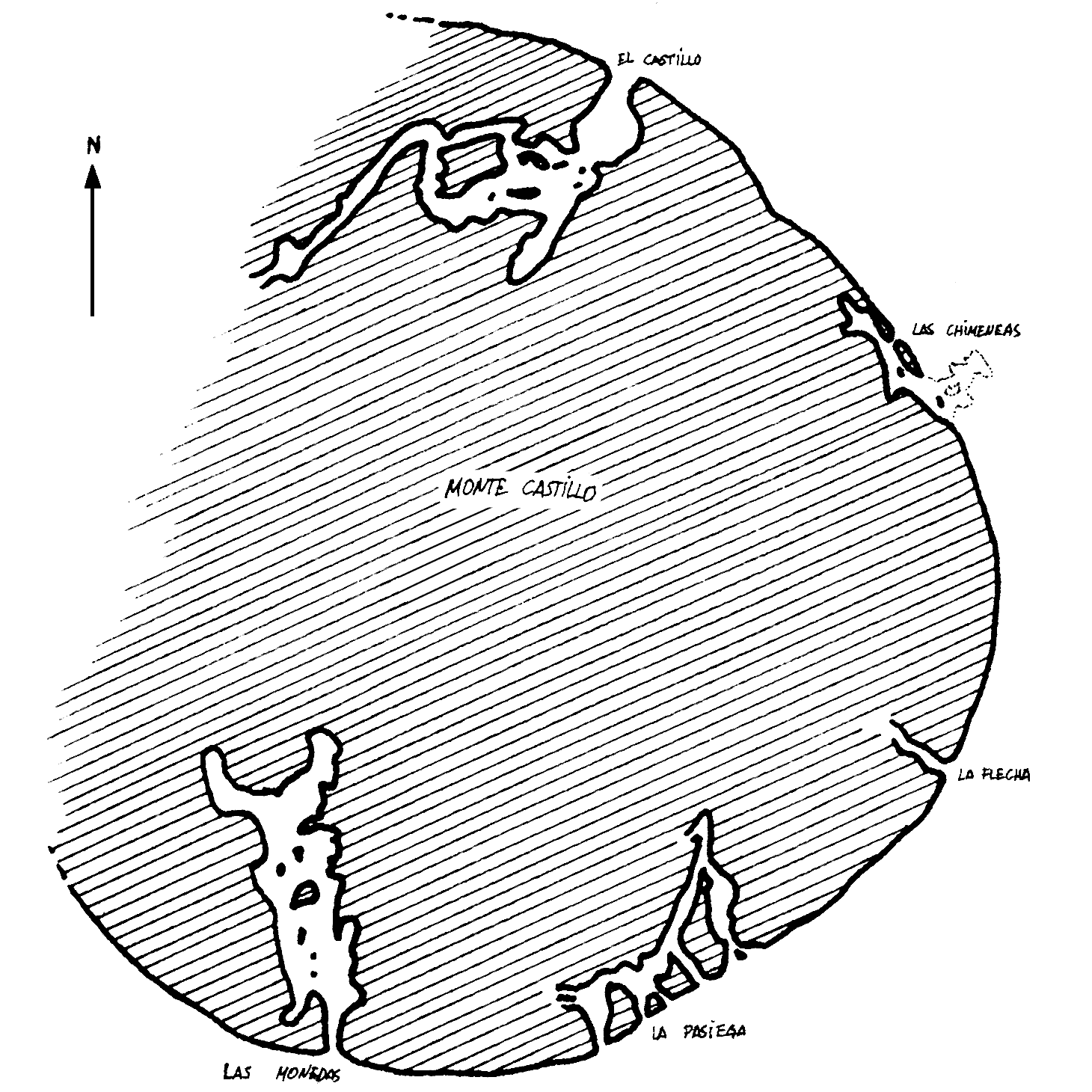
Plano da situação das cavernas no monte Castillo
(Ponte Viesgo, Cantábria)

Previamente, a caverna de El Castillo fora descoberta por Alcalde del Río em 1903 e Obermaier tinha realizado escavações entre 1910 e 1914, as quais continuaram, intermitentemente, até a atualidade. Depois da descoberta de «La Pasiega» e as primeiras campanhas, a zona foi pouco frequentada —devido, em grande parte, às duras circunstâncias históricas pelas quais passou a Espanha—; até que, em 1952, ao fazer uma roça para replantar eucaliptos, apareceu outra caverna com um pequeno tesouro de dinheiro do século XVI, com o que a nova gruta foi batizada como «Las Monedas», que também resultou ser um santuário rupestre com importantes pinturas e gravuras. Perante esta perspectiva, o engenheiro Alfredo García Lorenzo iniciou uma prospecção geológica, que teve como resultado a descoberta de outra caverna com pinturas rupestres ao ano seguinte, «Las Chimeneas»; além de outras cavernas menos importantes como La Flecha, Castañera, Lago...

## Os restos arqueológicos de La Pasiega
A caverna, ademais possui restos arqueológicos do período Solutreano e Magdaleniano inicial cantábrico, o que serviu de base para estabelecer uma proposta cronológica para as decorações parietais. As escavações são antigas, pois foram realizadas em 1951 pelo doutor Jesús Carballo. Há um nível de base com peças ambíguas que, pelas suas características, foi relacionado com um possível Musteriense. Sobre ele, repousava um nível Solutreano relativamente rico com materiais muito característicos como folhas de loureiro e pontas de mosca de finíssima talha realizada por pressão, bem como azagaias. Este nível poderia corresponder ao Solutreano Superior.
O estrato mais recente era também relativamente rico, com vários buris, punções, objetos de osso e dentes perfurados que poderiam pertencer ao Magdaleniano Inferior. Contudo se tem que considerar que, comparada com a potência estratigráfica da caverna de El Castillo, La Pasiega resulta ser um sítio arqueológico de menor entidade, ao menos com os materiais conhecidos. Contudo não deve ser desvalorizado.

## A arte rupestre parietal de La Pasiega
De acordo com o paradigma de Leroi-Gourhan, La Pasiega poderia ser um exemplo válido de caverna como Santuário, para ser mais exato, como conjunto de Santuários de épocas diferentes, estruturados conforme com certos modelos. Aparentemente, esta ideia madurou nas reflexões do insigne pré-historiador francês, precisamente quando visitava as cavernas cantábricas, enquanto fazia parte de uma equipa de colaboradores estrangeiros que escavava na caverna de El Pendo na década de 1950: «Posso certificar até que ponto o estudo da arte rupestre do Norte da Espanha foi decisivo nas concepções do mestre, que depois far-se-iam famosas através das suas numerosas publicações». Para Leroi-Gourhan, este tipo de cavernas tem uma hierarquia topográfica bastante complexa, na qual é possível discernir grupos de animais principais (bovídeos frente de eqüídeos, formando uma dualidade), que ocupam as zonas preferenciais, complementados por animais secundários (cervídeos, caprídeos...) e outros muito esporádicos que também cumpririam sua função; por outro lado, o normal é que os signos ideomorfos apareçam em zonas periféricas, marginais, ou de difícil acesso:
| “ | Animais e signos correspondem, em consequência, às mesmas fórmulas fundamentais, logicamente binárias e ainda acusadas pelo fato dos animais da mesma espécie aparecerem, freqüentemente, em casais, macho-fêmea, mas o dispositivo é tão complexo que não deixaria supor uma explicação unicamente fundada no simbolismo da fecundidade; elemento inicial é a presença de duas espécies A-B (cavalo-bovídeo); confrontadas com duas categorias de signos, masculinos e femininos, um será tentado a atribuir ao cavalo e ao bisão o mesmo valor simbólico ou, ao menos, uma bivalência da mesma ordem que o dos símbolos das duas categorias (S1 e S2) | ” |

Existem, evidentemente, exceções a esta regra, numerosas variantes que dependem de regiões e de épocas, cujo significado metafísico não fica do tudo claro no seu esquema geral, mas que acostuma ser explicado de um jeito diferente da europa.

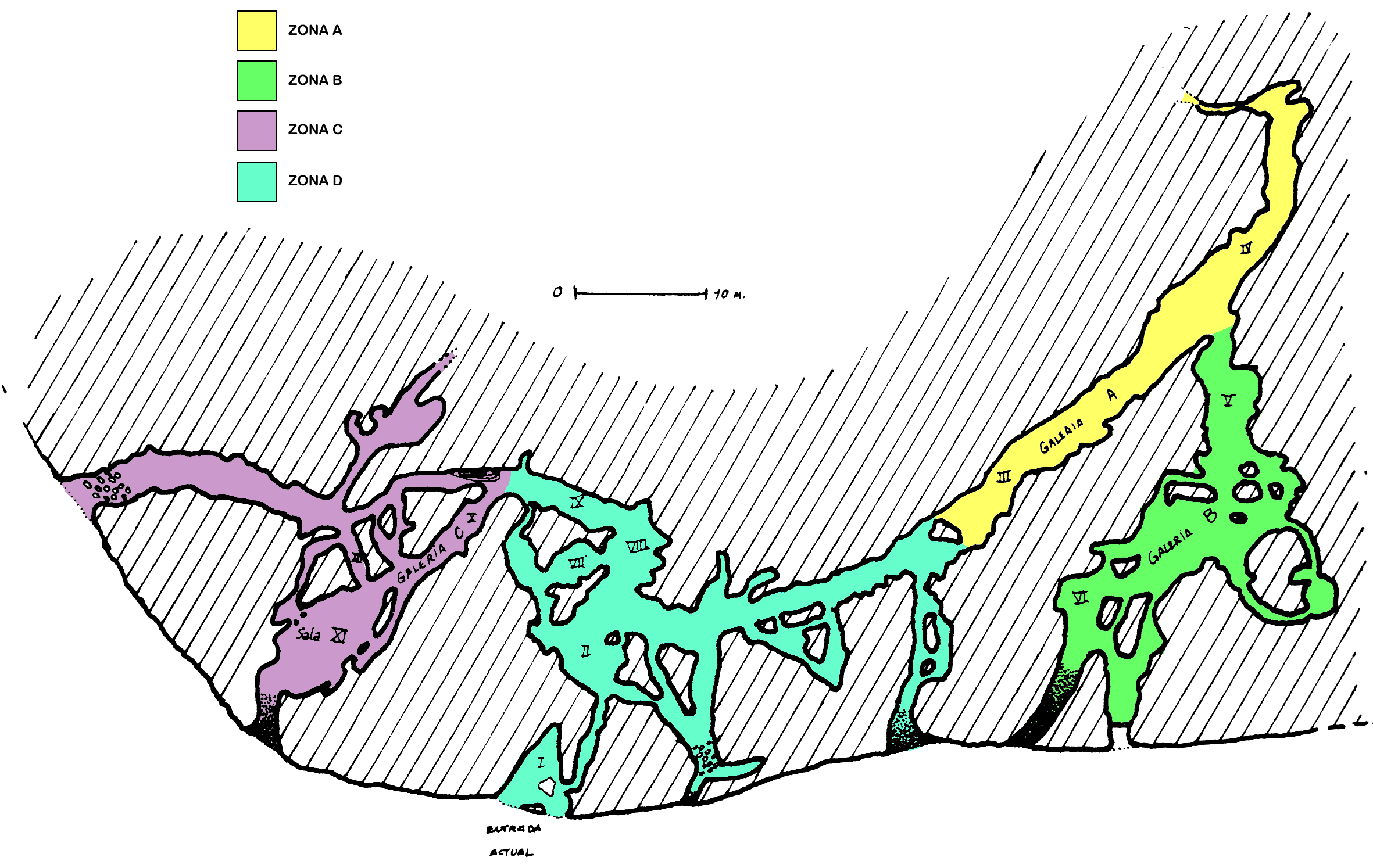
Plano geral da caverna de «La Pasiega»

Joaquín González Echegaray e depois seu colaboradores, têm-se feito várias contagens de espécies representadas, uma de elas produz mais de 700 formas pintadas nesta caverna, entre elas: 97 cervos (69 fêmeas e 28 machos), 80 equídeos, 32 caprídeos, 31 bovídeos (17 bisãos e 14 auroques), duas renas, um animal carnívoro, uma camurça, um Megalozeros giganteus, uma ave e um peixe; também poderia haver um mamute e cerca de 40 quadrúpedes sem identificar claramente; além de ideomorfos, como tectiformes e outros signos variados (mais de 130), tal vez, mesmo vários antropomorfos e centenas de manchas e restos quase apagados.
Ao julgar estas cifras, caberia pensar que La Pasiega é um santuário primariamente dedicado ao cervo; este animal deveu cumprir um papel de destaque nos conjuntos parietais desta caverna, mas, apesar do seu menor número, os bovídeos são localizados e sempre opostos aos equídeos (estes últimos um pouco mais numerosos); além disso, o tema [bisão/auroque]<—>[Cavalo], em oposição dialética, resulta mais relevante que os demais, não somente por que sua posição privilegiada nos painéis e seu maior formato o tornam mais visível, mas também pelo emprego de técnicas mais depuradas. Por outro lado, costumam separarem-se dois grandes Santuários nesta gruta, no máximo três, um oriental nas «Galerias A e B», outro ocidental na «Galeria C» e um intermédio, de menor entidade e não seguro, na «Zona D» (que talvez se trate de um apêndice do segundo Santuário, o ocidental. Trata-se daquelas partes mais representativas do conjunto: a zona terminal da «Galeria A», a sala principal da «Galeria B» e a «Sala XI» na «Galeria C».

### Galeria A, 1oSantuário

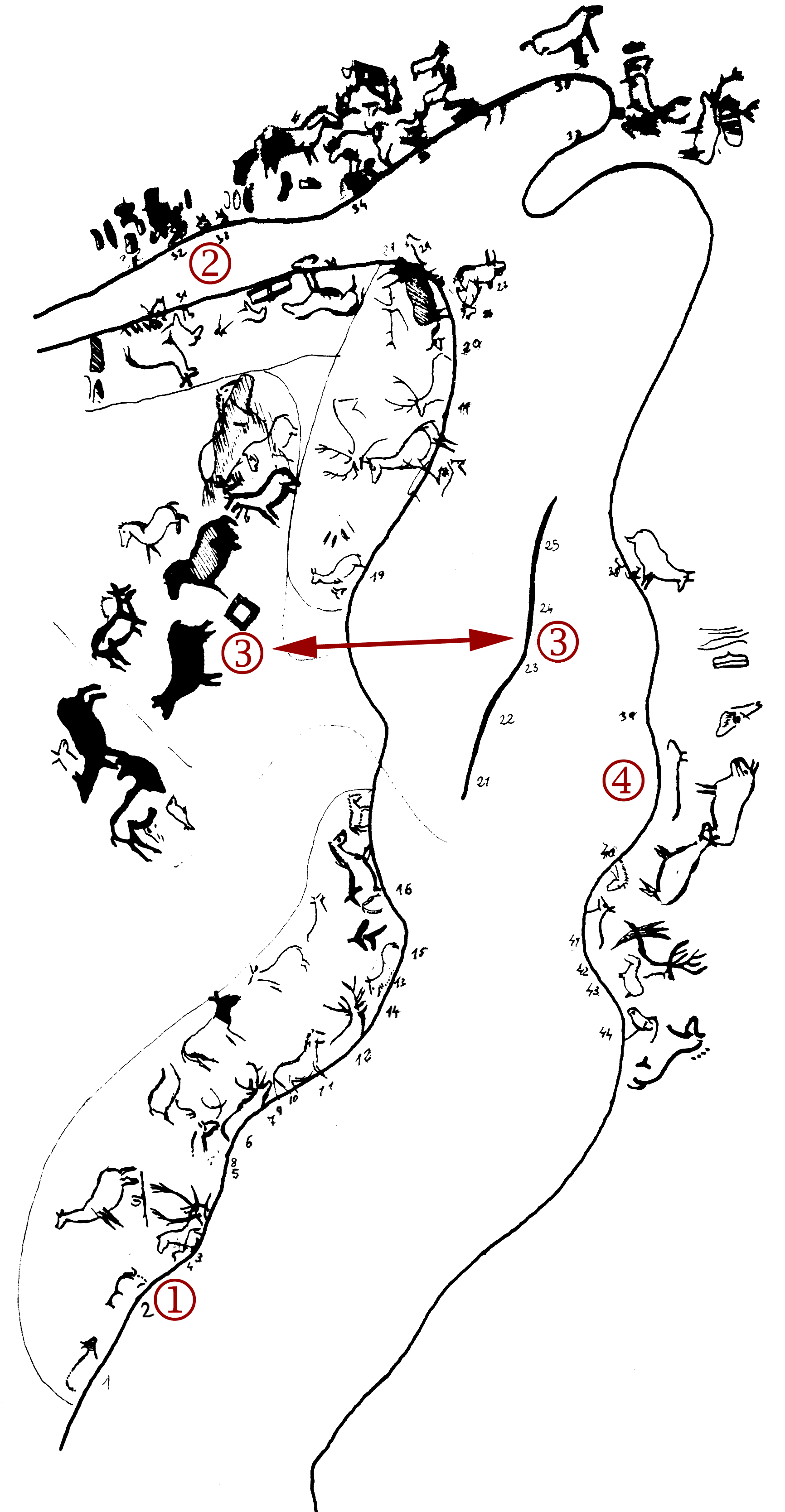
Plano e esquema das imagens rupestres da Galeria A, 1^{o} Santuário

Para chegar à «Galeria A» é preciso descer por um pequeno poço, mas em origem pôde ter outra entrada talvez obstruída, quer por estalactites, quer por derrubes do exterior. A galeria foi percorrida até uma profundidade de 95 metros (desde a entrada atual), mas estreita-se e não é possível saber se continua. Ao ir penetrando por ela, fica à direita uma entrada obstruída e, entre os 60 ou 70 metros de profundeza, aparece a conexão com a «Galeria B», pouco antes de aparecer os conjuntos pictóricos mais relevantes.
A algo mais de 75 metros parece começar o santuário propriamente dito, com mais de 50 cervídeos (a maioria fêmeas); os cavalos são como a metade em número, e os bovídeos (auroques e bisões), embora mais escassos, estão situados estrategicamente dominando os lugares mais visíveis. Neste santuário também foi encontrado um antropomorfo, uma vulva, signos lineares e puntiformes, um quadrado e uma grande quantidade de tectiformes, quase tantos como cervos.
As pinturas podem ser agrupadas em vários conjuntos, atendendo, sobretudo, a critérios orográficos, mas também técnicos e temáticos que se detalham seguindo as agulhas do relógio. Estes conjuntos aparecem esquematizados com as convenções zoológicas semióticas desenvolvidas por Leroi-Gourhan).
- O primeiro grande grupo está na parede esquerda da galeria, e compreende figuras distribuídas a modo de duplo friso com numerosos cervos, sobretudo fêmeas, mas também bastantes cavalos e um bisão que centraliza a composição. Também há signos entre os que se destacam a associação vulva, bastonete, ou seja, masculino/feminino. De fato, o conjunto começa com o tema Bisão-Cavalos, que também podem ser interpretados como o mesmo tipo de dualidade. O conjunto encerra-se com outro pequeno grupo de cavalos, ficando o restante de animais no centro e na parte superior do friso, onde somente há cervas e ideomorfos.

|  |  |

As técnicas de realização incluem o tamponado para cervas e para o bisão, o traço linear (entre baboso e modelante) e, somente em duas ocasiões, são empregues tintas monocromáticas parciais (para a cabeça de alguma cerva). A cor dominante é o vermelho, embora minoritariamente apareçam o amarelo e o roxo. Não há gravuras.
Depois se encontram uma série de agrupações de menor entidade, mais ou menos inconexas, na parede esquerda da galeria; nelas aparece todo tipo de figuras, que seguramente complementem o seguinte conjunto. Está dominado claramente pelos cervos, em associação com alguns ideomorfos e escassos bovídeos (talvez auroques), que parecem estar em relação com os cavalos do seguinte conjunto, situado atrás dum ângulo.
- O segundo grande grupo começa a partir dum recanto para a esquerda, na zona terminal da galeria, que se vai estreitando; foram unidas figuras de ambos os lados. Esta vez, os cavalos e os cervos estão praticamente igualados em número, sendo, como é habitual em La Pasiega, mais escassos, mas não menos importantes, os bovídeos, dois dos quais são bisões. Também há um possível antropomorfo feminino e uma trintena de tectiformes retangulares, situados, como acostuma ser habitual neste tipo de cavernas santuário:

| “ | Os signos, em geral, ocupam um espaço separado dos animais, quer na beira dos painéis, quer correntemente num nicho, um divertículo ou uma fenda em proximidade maior ou menor. Porém, há casos nos quais os signos se apresentam superpostos aos mesmos animais | ” |

Os bovídeos estão concentrados na parte direita, junto a três dos cavalos, formando o núcleo de disposição dialética binária deste segundo grupo, além disso, incluído em ele também esta o antropomorfo, tudo rodeado pelos característicos animais periféricos (cervos) e ideomorfos. Na parede esquerda, junto a mais cervos, os outros cinco cavalos, os quais talvez estejam em relação binária com os bovídeos anteriores ao canto supracitado. Ao fundo da galeria, que começa a se tornar num estreito conduto, signos retangulares a ambos os lados.
|  |  |

Muito perto, num pequeno divertículo localiza-se um terceiro grupo, embora de menor entidade. Nele há cerca de cinco cervos, um íbex e um bovídeo, tudo complementado com sete signos quadrangulares, um deles em forma de gomo de laranja.  Sua organização pode ser a seguinte: as pinturas, delas duas parece que formassem dois conjuntos enfrentados, a um lado o bovídeo com alguns cervídeos e signos ideomorfos; defronte os cavalos, que assim se relacionariam com os bovídeos, e o restante de cervos, signos e o caprídeo.
Em tudo este grande complexo de pinturas domina o traço baboso a cor vermelha.
- O terceiro grande grupo fica numa zona de estalactites (denominado em espeleologia "bandeira"), entre o primeiro grupo supracitado e o último, que se descreve depois. Ambos os grupos, ainda próximos, têm uma técnica de realização diferente,[12] isto faz suspeitar que fosse elaborado em datas diferentes. Há quase uma dezena de cervas, também bastantes cavalos, dois bovídeos e um signo quadrangular. Vindo desde a entrada, encontram-se primeiro a maioria das cervas, seguidas da associação equídeos/bovídeos, sob a qual estão o signo e as demais cervas.

|  |  |  |

A técnica mais destacável, pela sua qualidade e pela sua quantidade, é a tinta monocromática, quer unida a traços pretos formando um contorno a jeito de bicromia (como ocorre num dos cavalos), quer ressaltada com traças gravadas, que ressaltam os pormenores (isto aprecia-se em várias cervas), ou mesmo, com raspado da rocha para acrescentar matizes claro-escuros, como ocorre com uma cerva pintada em vermelho. Três dos cavalos e a cabeça de outro são pretos, o signo quadrangular é amarelo, o restante das figuras é vermelho.
- O quarto e último grande grupo, situado frente ao anterior, e em íntima relação com ele, contém um número similar de cervos e cavalos, junto a um par de bisões. Entre os diversos signos destaca-se um ideomorfo com a forma de mão, que recorda os de Santián[13] e um signo vermelho que bem poderia ser uma cabeça grotesca de bisão. Em posição central aparecem um cavalo e um bisão, formando a típica associação binária, a um extremo outro bisão e no extremo oposto os demais cavalos. Não há tintas monocromáticas, nem gravura, nem bicromia; pelo contrário, domina o traço baboso mais ou menos modelante em vermelho.

### Galeria B, 2º Santuário

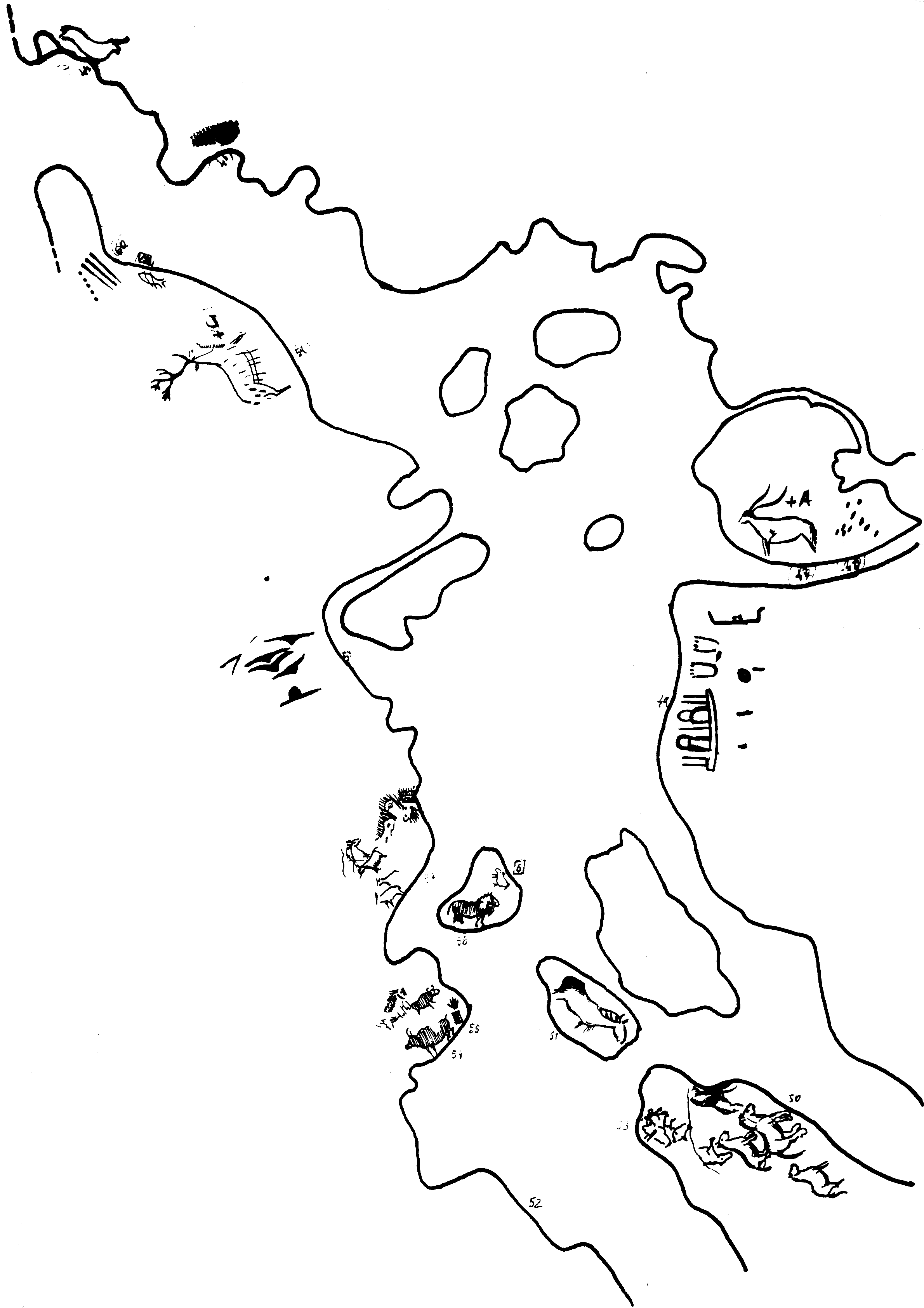
Plano e esquema das imagens rupestres da «Galeria B», 2º Santuário

Ao adentrar-se pela «Galeria A», a 60 ou 70 metros, à direita, por um conduto encontra-se a primeira grande sala da «Galeria B». Bastante longe da entrada que se usa atualmente, há várias saídas ao exterior que acabaram obstruídas com o passar do tempo. Uma delas voltou-se a abrir, mas desconhece-se se na época em que esta zona foi decorada, alguma delas era praticável, o que ajudaria a compreender o ponto de vista que tiveram os artistas pré-históricos ao idearem a configuração orográfica da decoração da sala.
A concentração pictórica desta sala é menor do que na «Galeria A», à qual se acostuma associar, em parte. Entre suas representações há um número quase equivalente de cervos e cavalos, sendo um pouco mais escassos os bovídeos, seguindo a tônica habitual desta gruta. Contudo, sobressai pela originalidade de algumas das suas outras figuras, há um peixe, um grande íbex e ideomorfos como bastonetes, claviformes e um pequeno conjunto de signos popularmente conhecido como «A Inscrição».

Painel 53
Painéis 54 e 55
Painel 57

A ordenação de todas estas figuras pode responder a um plano de introdução aos painéis principais da «Galeria A», supondo que aqui estivesse a entrada principal. Logo de entrar (desde a «Galeria A») há uma pequena cerva gravada, depois, signos do tipo denominado alfa por Leroi-Gourhan (ou seja, masculinos), que aparecem a ambos os lados da galeria. Seguindo para adentro, à direita aparece um peixe, seguido de um grande cervo macho junto a uma pequena cerva (ambos em preto). Imediatamente antes de chegar ao centro da grande sala, aparecem os signos a ambos os lados, mas, esta vez, são de tipo beta (femininos), em cor vermelha. O coração deste santuário compõem-no três grupos ou painéis que repetem o esquema bovídeo-equídeo, quer com animais secundários ou sem eles. Há outros três painéis nos quais apenas aparecem cavalos, vários deles nas mesmas colunas estalagmíticas, outros nas paredes. Neste núcleo cabe destacar a mão em positivo, não mutilada, senão com seis dedos. Um signo com a forma de grelha, algum animal não identificado, gravado em estriado e o único íbex macho da sala.

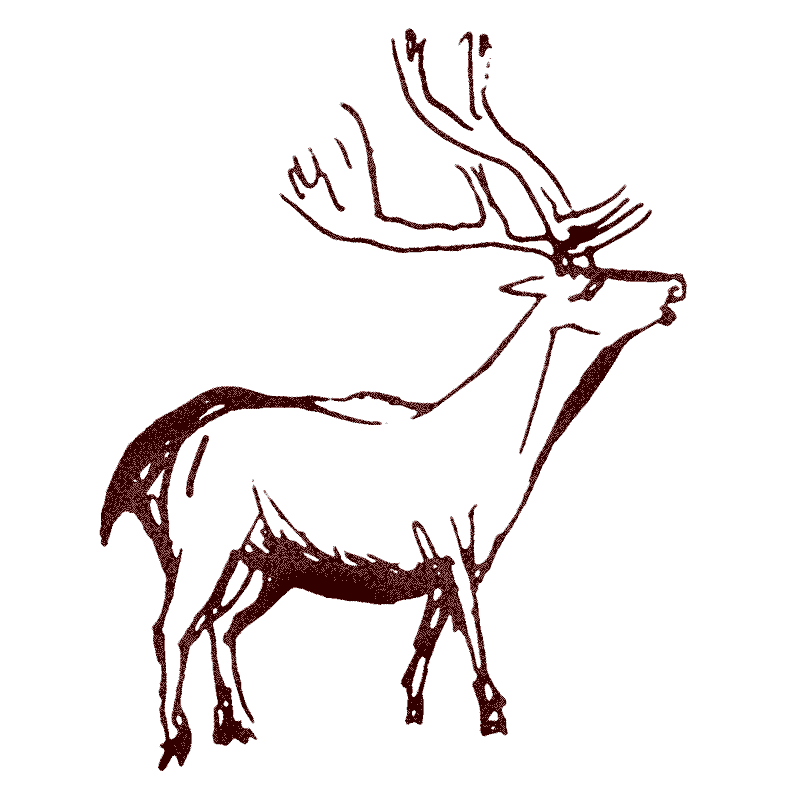
Cervo pintado em vermelho, painel 59
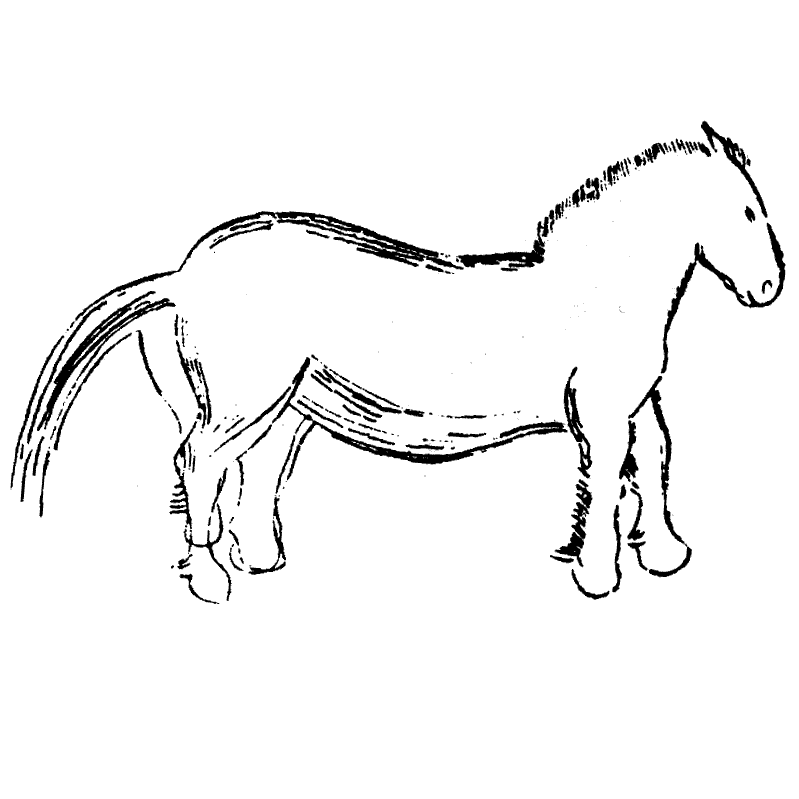
Cavalo, gravura, painel 50
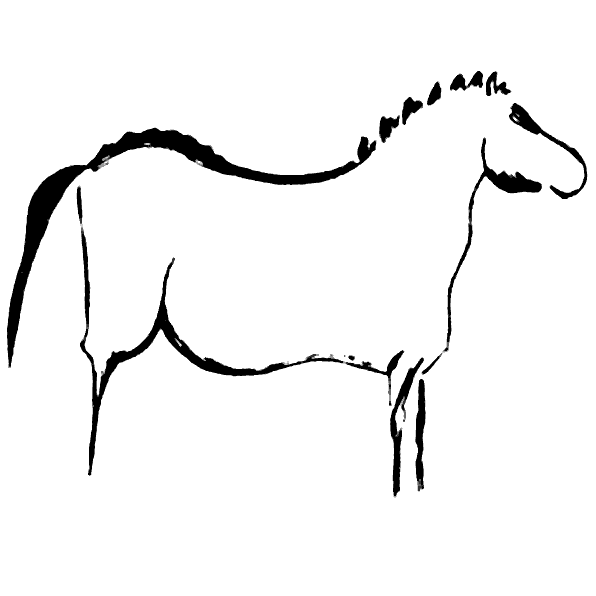
Cavalo pintado em preto, painel 51
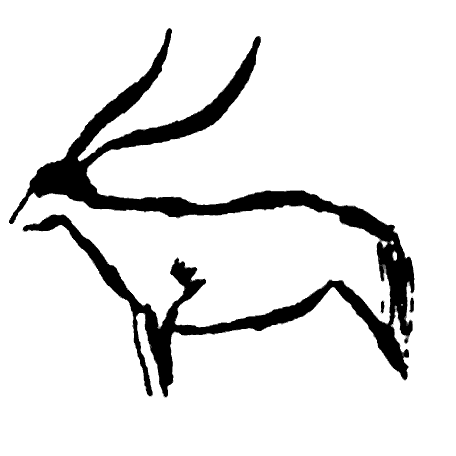
Íbex macho pintado em preto, painel 47

As técnicas empregadas para as pinturas recordam, em parte, às da «Galeria A» (como ficou de manifesto ao considerar-se salas complementares): pintura vermelha, entre modelante e babosa, tintas monocromáticas vermelhas, com certo modelado interno conseguido com o raspado da rocha-suporte e acréscimos de traços da mesma cor, mas com tons mais intensos. A diferença mais importante é a aparição massiva da gravura, tanto simples como estriada, aplicada especialmente aos cavalos.

### Galeria C (sala XI), 3oSantuário

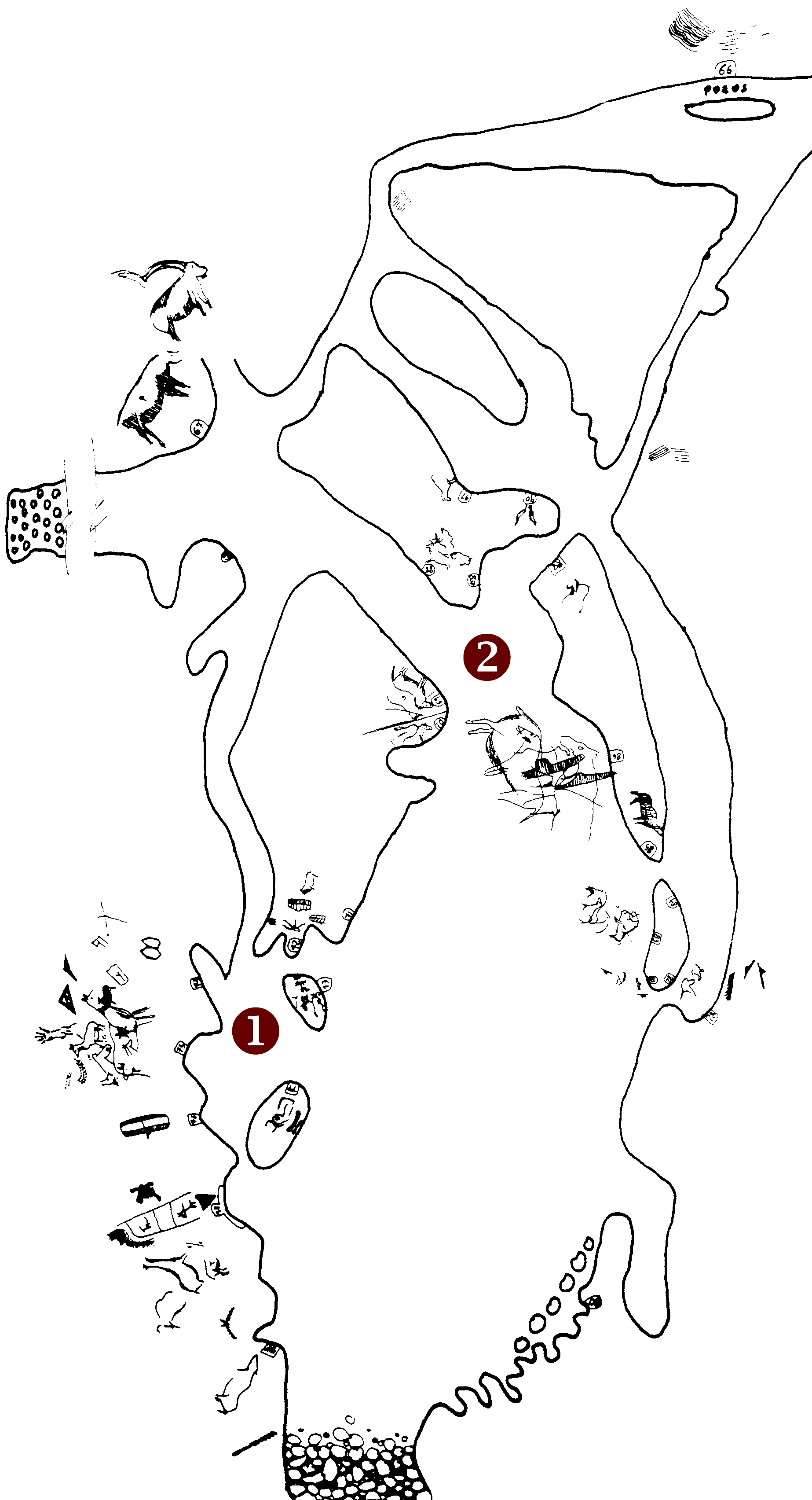
Plano e esquema das imagens rupestres da «Galeria C», 3^{o} Santuário

O acesso à «Galeria C» encontra-se depois de entrar na caverna, numa passagem à esquerda atravessando a «Galeria D». Ali aparece a «Sala XI» da «Galeria C». Esta, do mesmo jeito que a «Galeria B», tem comunicação direta com o exterior, embora obstruída por entulhos e pedras de procedência, seguramente, alóctone. De novo, a percepção da estrutura das pinturas encontra-se alterada para o observador pelo problema das entradas obstruídas —que foi assinalado no "segundo santuário"—.
Leroi-Gourhan distingue duas partes claras neste santuário, colocadas em diferente lugar dentro da mesma sala, e com diferente temática, técnica e cronologia. À parte ficam dois íbex, consignados na primeira monografia com o número 67, realizadas com tinta monocromática parcial, a jeito de modelado e de cor preta, procedimento que não se dá em nenhuma das demais figuras da sala.
- O primeiro grande conjunto da «sala XI» é o que se encontra mais perto da suposta entrada original, atualmente obstruída; compreende sobretudo cervas, algum cervo, vários bovídeos e um par de cavalos; além disso há um caprídeo e outros símbolos difíceis de identificar, alguns parecem animais, outros parecem antropomorfos, também há uma mão em positivo de cor preta, pontuações, bastonetes e outros ideomorfos entre os que se destaca a chamada «Armadilha» (uma espécie de coluna que encerra, dentro de um signo, um bisão e uma cerva (falar-se-á dela mais adiante). A disposição deste conjunto parece responder a uma estrutura ternária com variações: bovídeo/equídeo/cervídeo mais diversos signos ou bovídeo/equídeo/antropomorfo mais signos. A complexidade deste painel é portanto grande, dada a concentração de figuras muito dispares.

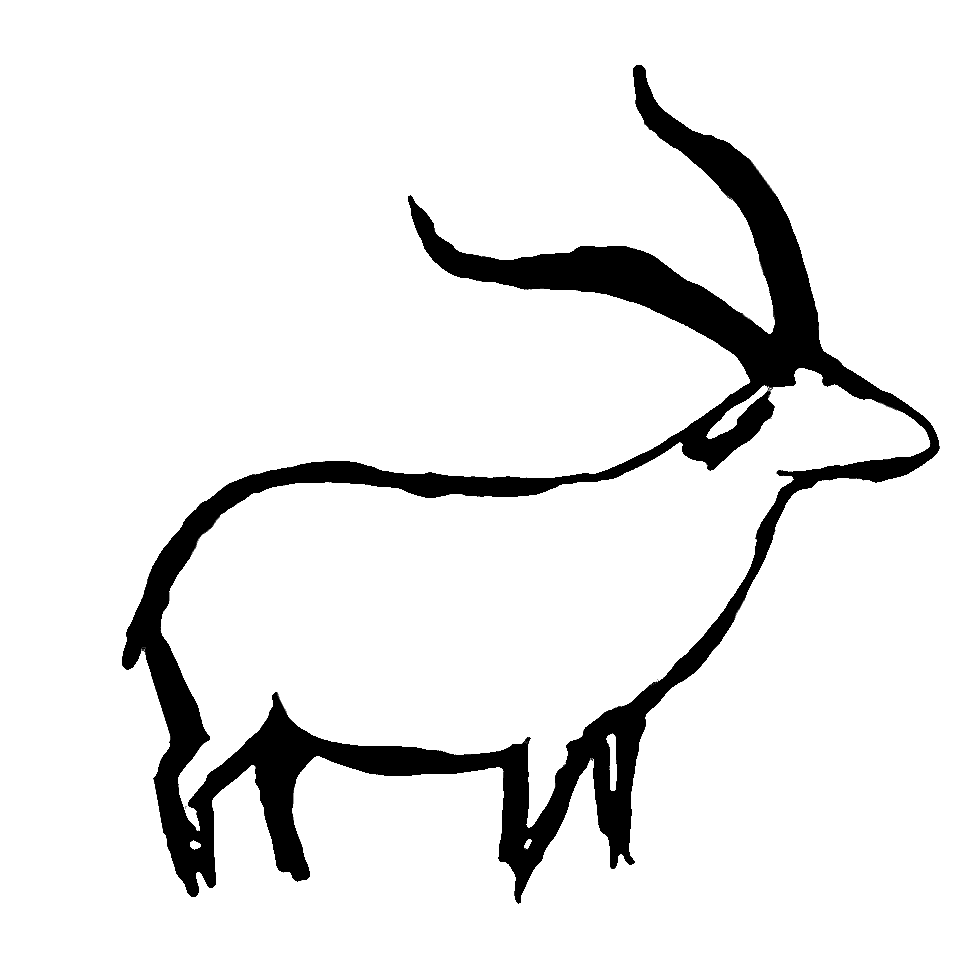
Íbex macho pintado em cor preta com traço modelante na Galeria C
Esquema da representação parietal do painel 74-75 da Galeria C
Esquema da representação parietal do painel 79 da Galeria C

Domina claramente o traço vermelho baboso, embora num dos painéis também se use, para algumas cervas, a gravura estriada de boa fatura; além disso, há várias figuras em preto. A bicromia dá-se ademais num bovídeo, no qual se superpõem tintas monocromáticas vermelhas e traços pretos, tal vez um repinte de cronologia diferente. O presumível antropomorfo parece ter até três cores, coisa nada habitual na arte paleolítica (vermelha, preta e amarela). De fato há algumas figuras amarelas.
- O segundo grande conjunto está perto do acesso à «Zona D», portanto, ao lado oposto da sala. As espécies representadas revelam o predomínio dos equídeos, seguido dos bovídeos e escasseiam, embora presentes, os cervos e os íbex (portanto as cifras são complementares do conjunto anterior). Além disso estão os signos, que também são de diferente tipo, ao haver claviformes e plumiformes, além de bastonetes e pontuações. A diminuição do número de cervídeos não se dá em nenhuma outra parte da caverna, onde são majoritários, enquanto aumenta a proporção de cavalos.

Esquema da representação parietal do painel 86 da Galeria C
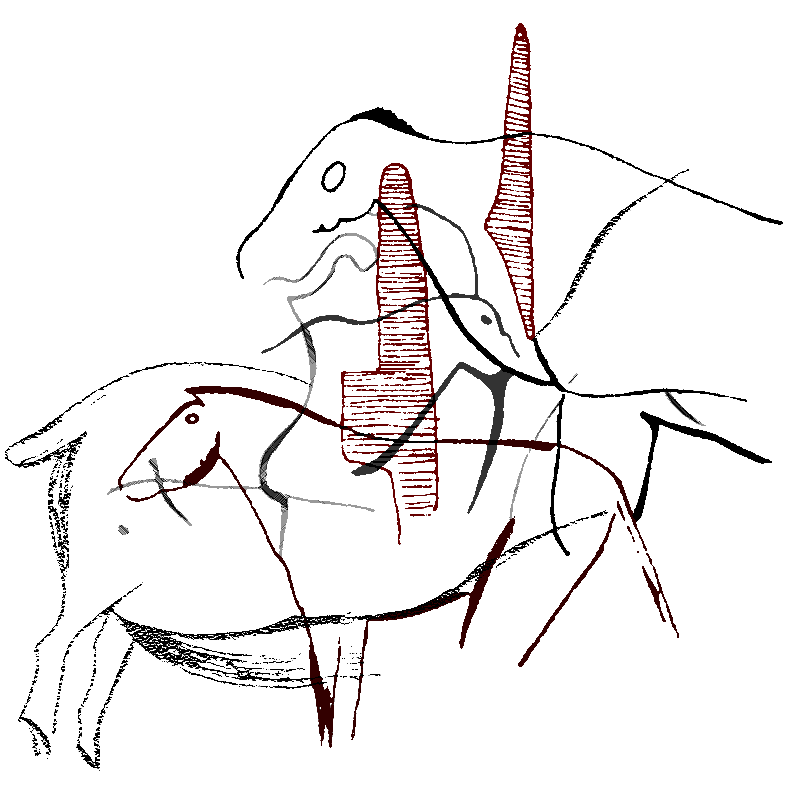
Superposição de pinturas e gravuras Galeria C
Esquema da representação parietal do painel 81-83 da Galeria C
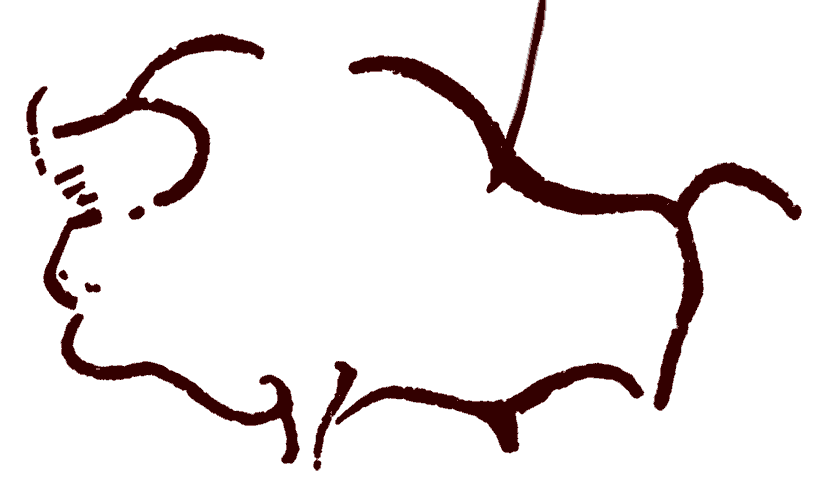
Bisão em tons obscuros do painel 83 Galeria C

Sua ordenação também é complexa. Todos os ideomorfos estão na parte mais próxima à boca e as superposições revelam repintes, talvez em diferentes cronologias. Há três possíveis subconjuntos de cavalos, sem bovídeo (somente dois das composições são as típicas A-B que se verão observando até ao momento). Também há bastantes figuras isoladas, sobretudo perto da entrada da sala desde a «Zona D».
As técnicas dominantes são a gravura de traço múltiple, quase estriado, e as pinturas pretas; sendo mais escassas as amarelas, vermelhas ou ocres. Também há bicromia numa representação, mas pouco destacada. A técnica é, portanto, também diferente à do conjunto anterior, e ratifica a separação de ambas as áreas dentro da sala.

#### Zona D
É uma parte intermédia da caverna, provavelmente uma extensão do santuário da «Galeria C», quase uma zona gris, com representações muito mais escassas e dispersas, também não existe coerência, salvo um par de pequenos conjuntos nos quais se volta a repetir o tema bovídeo-equídeo.

#### Diferenças entre os santuários
Em conjunto, podem-se apreciar claras diferenças nos diferentes «santuários». O da «Galeria A», que é o de maior entidade, carece de gravuras, exceto alguma figura na qual se associa a tintas monocromáticas; por outro lado, o tamponado é muito importante, junto a outras técnicas de pintura essencialmente vermelha; o íbex é muito escasso, os cervídeos, pela sua parte, supõem quase o dobro que os cavalos e cinco vezes mais do que os bovídeos. Abundam os ideomorfos tectiformes retangulares.
Na «Galeria B», com menos representações, aprecia-se o desaparecimento do tamponado, enquanto a gravura (simples ou estriado) supervaloriza-se. Os caprídeos seguem sendo escassos, salvo na sala que se descobriu na década de 1960, e os ideomorfos são completamente diferentes, destacando-se pela sua originalidade a chamada «inscrição».
Na «Galeria C» há dois santuários independentes, ambos com gravura estriada; no entanto, enquanto o primeiro oferece pinturas primariamente vermelhas, no segundo predominam as pretas, além de que os caprídeos adquirem uma importância não vista no restante da caverna. Os ideomorfos são bastante originais, especialmente os realizados com pintura vermelha.
Tanto a «Galeria A» como a «Galeria C» têm bicromias, mas em cada caso são diferentes.

## Os Ideomorfos de La Pasiega
Os ideomorfos —e possíveis antropomorfos— de La Pasiega classificam-se em:
- Pontuações: trata-se dos signos mais simples da caverna. Em geral, aparecem em duas variantes, a primeira dá-se quando há um grupo muito numeroso de pontos, geralmente não associados a animais, mas a outros ideomorfos (talvez complementares). São mais abundantes nas Galerias B e C; nesta última, os grupos numerosos de pontuações parecem associar-se a cervas, mas os signos estão pintados e os animais gravados, pelo qual é fatível coligir que sejam de épocas diferentes.

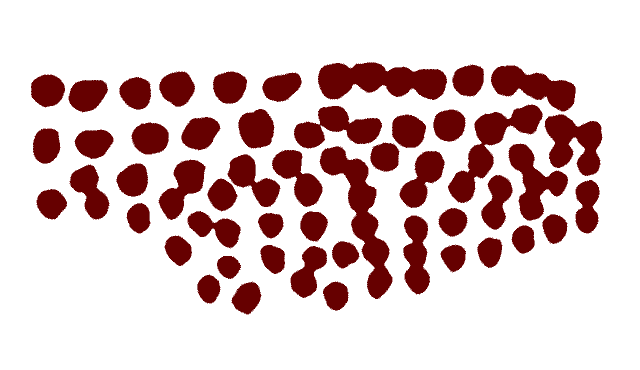
Grande série de pontos
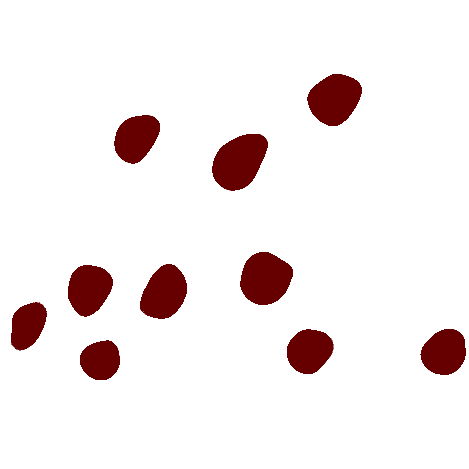
Pequena série de pontos
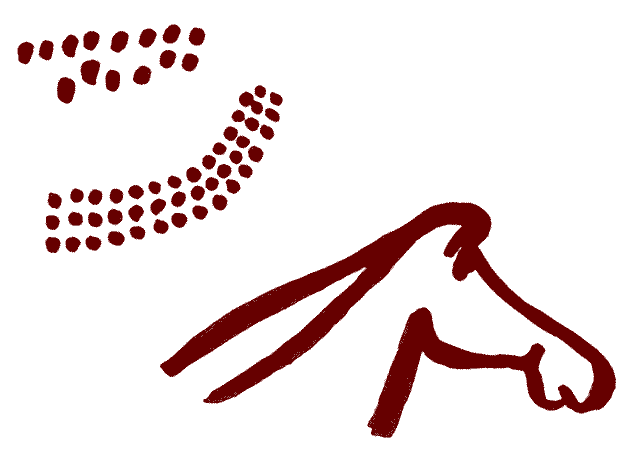
Cabeça de cavalo associada a dois grandes séries de pontos
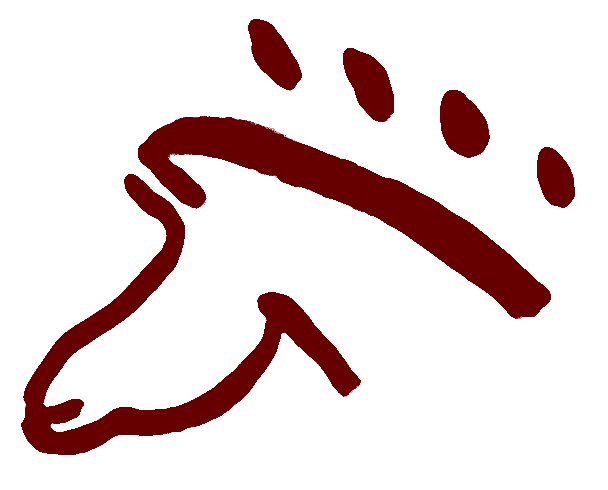
Cabeça de cavalo associada a uma pequena série de pontos

Em segundo lugar, os pontos podem aparecer em agrupações muito escassas. Então é possível associá-los a animais. Por outro lado, os pequenos grupos de pontuações aparecem uma ou duas vezes em cada sala, junto a bovídeos quase sempre. Contudo, há dois casos muito ostensíveis na «Galeria A», na qual os cavalos têm uma auréola de pontos e, além disso, estão defronte um do outro, quase ao começo da citada sala. As pontuações costumam ser mais abundantes no Solutreano.
- Signos lineais: são mais variados e complexos, tanto na sua morfologia quanto nas suas associações (os há com a forma de flecha, de ramo, de caneta, linhas simples que se denominam bastonetes, etc.). Esporadicamente vão associados a cervas. Por exemplo, um dos primeiros painéis da «Galeria A» tem este tipo de ideomorfos associado a uma vulva e a uma cerva. No segundo conjunto da «Galeria C» há um bisão (painel 83) que poderia ter um linear associado (talvez uma javalina que o ataca, embora esta ideia seja muito controversa), além de algum outro símbolo. Ao lado há um signo linear plumiforme junto a outros claviformes, e que não foram identificados na primeira monografia (senão que se fizeram a conhecer num artigo de Leroi-Gourhan[16]).

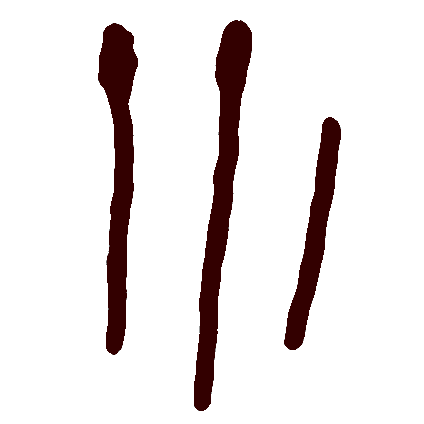
Bastonetes
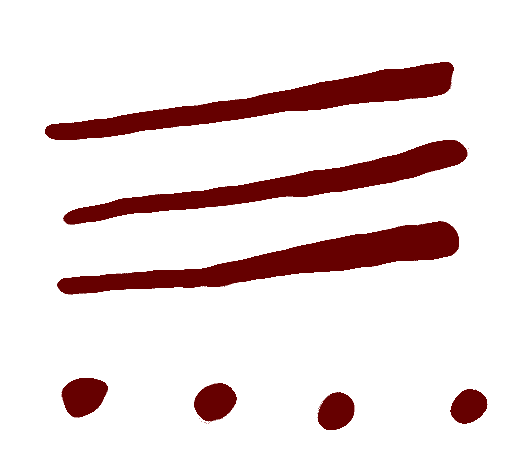
Signos lineais e pontuações
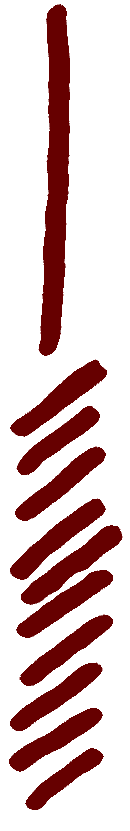
Flechiforme
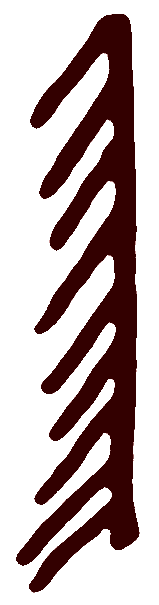
Plumiforme

Por último, há unha serie de faces de bastonetes que aparecem nos acessos às Galerias B e C. Breuil interpretou este tipo de signos em relação aos câmbios topográficos do santuário: seriam marcas para os iniciados as seguirem ou que avisavam de possíveis perigos (como simas). Contudo, ao visitar a caverna resulta evidente que as zonas perigosas vêem com mais facilidade que os próprios avisos. Para Leroi-Gourhan, são símbolos masculinos em relação binária com a caverna, que seria, em si mesma, um elemento feminino (como se descreve depois).
- Claviformes: os chamados signos claviformes são relativamente abundantes, especialmente na «Galeria B e na «Sala XI», sendo duvidosos, ou inexistentes, na «Galeria A». Os da «Sala XI» talvez forem os mais típicos e costumam se associar com cavalos. Um dos casos poderia se tratar do que Leroi-Gourhan denomina um «Signo acoplado»,[16] formado ao reunir num mesmo ideomorfo uma linha ou

bastonete (masculino) com um claviforme (feminino). A tipologia e cronologia destes signos é muito ampla.

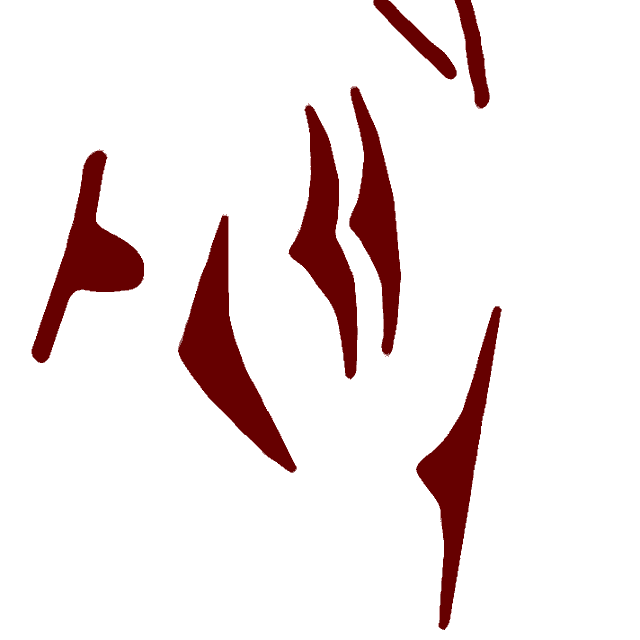
Claviformes
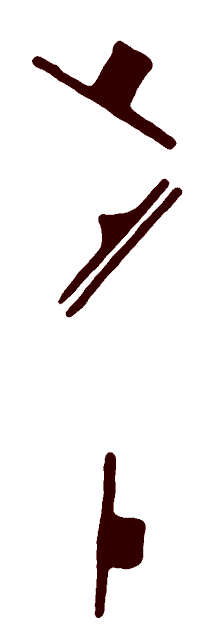
Claviforme acoplado
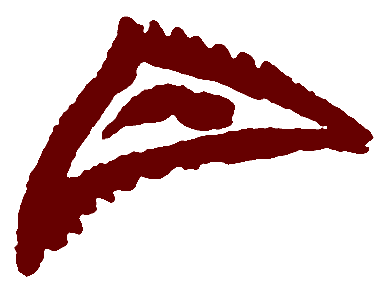
Signo triangular
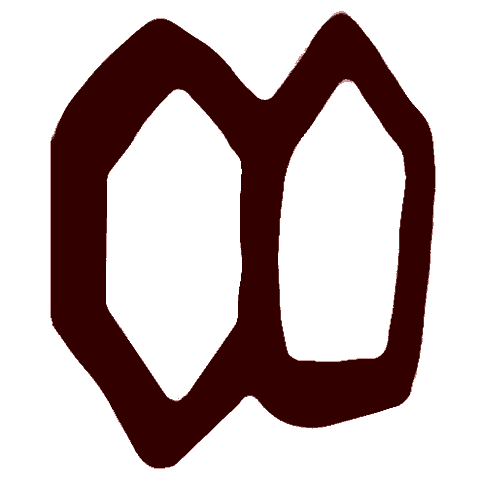
Signos poligonais

- Ideomorfos poligonais: é um grupo heterogêneo, mesmo arbitrário, que reúne signos quadrangulares, pentagonais ou hexagonais. Há um em cada sala e, embora sejam escassos, podem encontrar-se paralelismos em outras cavernas. Concretamente, há um signo em grelha situado na «Galeria B» que se parece a outros da caverna de Aguas de Novales e de Marsoulas. Na «Galeria A» há um símbolo quadrangular parecido ao encontrado num dos divertículos de Lascaux. Por último, há um ideomorfo formado por um pentágono e um hexágono adjacentes que, na opinião da especialista Pilar Casado, devem ser classificados como variantes de signos ovais.[18]

- Tectiformes: são os signos mais abundantes desta caverna. Têm forma mais ou menos retangular, com e sem apêndice, com e sem divisões interiores. Apesar da sua abundância, estes ideomorfos estão ausentes na «Galeria B». Breuil estabeleceu uma cronologia e evolução entre todos eles; para Leroi-Gourhan são próprios do Estilo III e têm paralelismos em muitas cavernas da Espanha e da França, sendo a mais próxima a caverna de El Castillo. Em La Pasiega encontram-se na zona terminal e estreita da «Galeria A» e no primeiro grande grupo da Sala XI.

- Signos singulares:

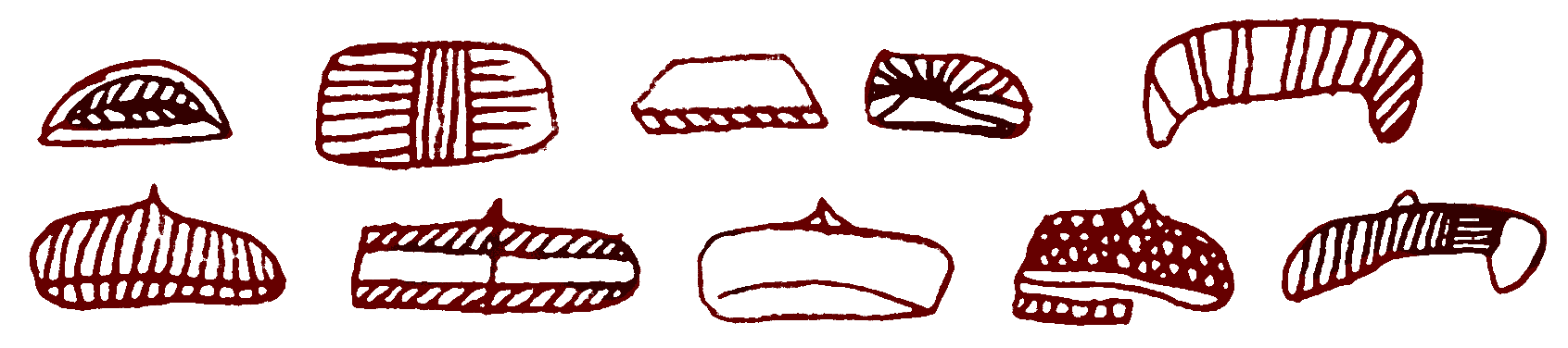
Tectiformes da Galeria A

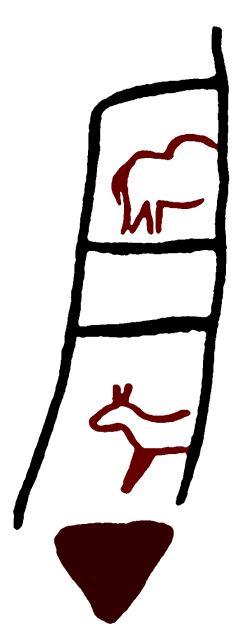
«A Armadilha»

- A Armadilha: mencionado este peculiar grupo pictórico ao descrever a «Galeria C», Breuil é o primeiro a apreciar que se trata, na realidade, do resultado de pintar um símbolo similar a um tectiforme quadrangular preto, de características muito evoluídas, superposto a duas figuras vermelhas mais antigas. Leroi-Gourhan aceita que pudesse  ser o resultado de combinar pinturas de diferente cronologia, mas não pensa que seja um tectiforme evoluído; além disso, considera que o repinte é intencionado, e que se buscou o efeito de encerrar os animais (os quartos traseiros de um bisão na parte de em cima e a cabeça e patas dianteiras de uma cerva) dentro do ideomorfo; inclui tudo dentro do Estilo III e interpreta-o como um mitograma resultante da combinação de três símbolos da feminidade. Jordá Cerdá e Casado López não outorgam uma simbologia feminina à Armadilha, que relacionam, mais bem, com outras representações de recintos fechados que aparecem em Las Chimeneas, La Pileta.

- A Inscrição da «Galeria B» é outro destes signos complexos e singulares, tanto que Breuil interpretou como uma autêntica inscrição que continha um código para iniciados. Leroi-Gourhan procurou explicar que, ao decompô-la, resultam símbolos femininos. Jordá vê nela um típico signo em forma de "saco" relacionado aos supracitados recintos fechados, bem como a serpentiformes que aparecem afinal do seu Ciclo Médio. Casado López encontra paralelismos em Marsoulas e Font de Gaume.

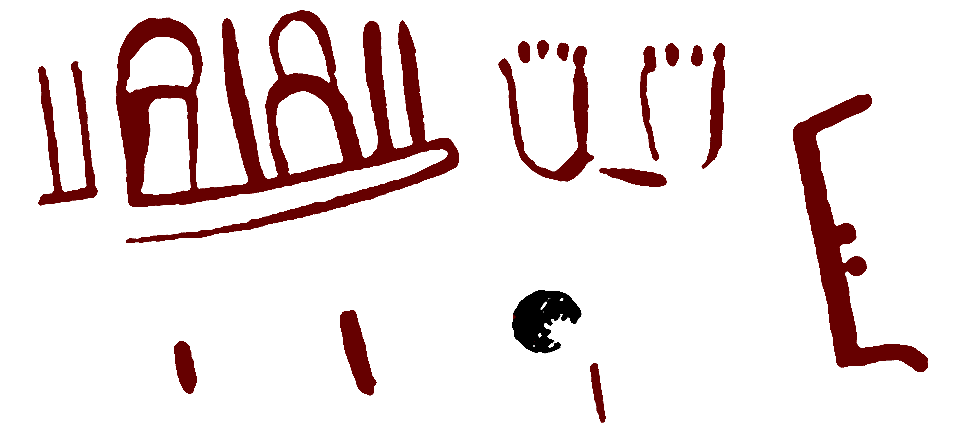
A chamada «Inscrição de La Pasiega

- Representaciones humanas: aqui inclui-se a figuração humana, mais ou menos realista, quer de uma parte ou de toda a anatomia do ser humano. A primeira das representações parciais são as vulvas; podem-se localizar três com forma oval, outra retangular e uma triangular, muito perto da "Armadilha". Neste grupo também estão as mãos, pintadas de modos diferentes em La Pasiega: uma delas é esquemática, o que se denomina um maniforme, relacionado às de Santián. Há também uma mão vermelha em positivo (com seis dedos e em relação a um signo quadrangular em grelha). Por último, há outra mão positiva, mas a preto, com traços que continuam o que poderia ser uma tentativa de representar o braço.
  - Os antropomorfos poderiam ser até três (quatro se contarmos os traços que parecem completar a mão preta já assinalada), embora quase todos sejam muito discutíveis. O mais duvidoso está na «Galeria A»; poderia ser uma representação feminina associada a animais parciais e dificilmente identificáveis. Também discutível é outro, feito com tinta monocromática vermelha, com forma globular, situado na «Sala XI». Muito perto está o único antropomorfo reconhecido por todos os investigadores, trata-se além de uma figura em várias cores: o corpo está traçado a vermelho, com uma grande boca; por outro lado, o pêlo é preto e tem acrescentados cornos também pretos (em opinião dos especialistas trata-se-ia de repintes de diferente cronologia); sob a figura há um ideomorfo linear em ocre amarelo, o qual Breuil interpretou como um falo. Em relação a esta forma humana, há dois estranhos signos vermelhos.

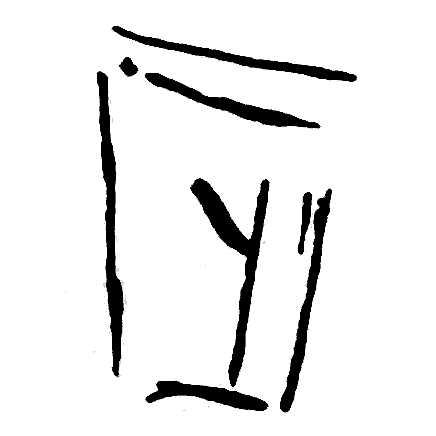
Vulva
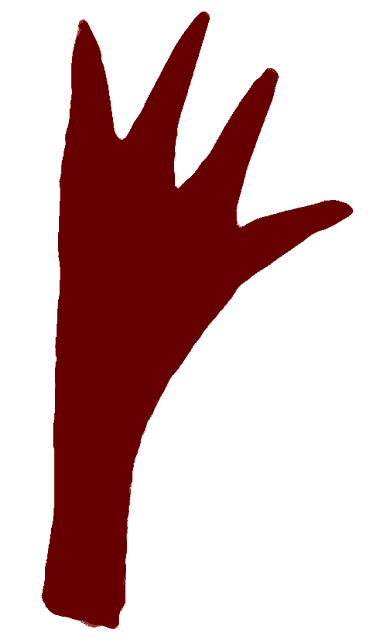
Maniforme
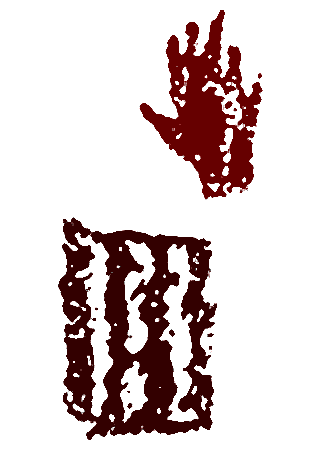
Mão impressa e ideomorfa
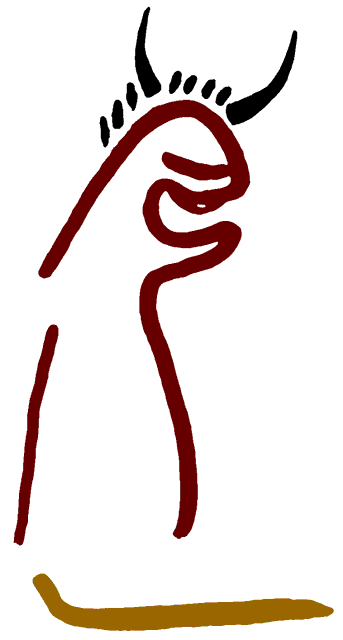
Antropomorfo

## Intentos de datação cronológica
A caverna de La Pasiega oferece muitos exemplos de superposições e repintes que permitem abordar a tentativa de uma cronologia relativa; por outro lado, a grande variedade de técnicas e cores empregues faz pensar numa sequência cronológica extensa. Os autores da monografia realizada em 1913 chegaram a estabelecer três etapas cronológicas, que abrangiam praticamente todo o desenvolvimento da arte paleolítica: duas fases aurignacianas, uma Solutreana e um epígono de bícromos, escasso em representações, que poderia ser magdaleniano. Posteriormente, Henri Breuil, um dos autores da monografia, ampliou as fases decorativas a onze, com a mesma amplitude cronológica.
Mais tarde veio a análise de Leroi-Gourhan, quem propôs uma cronologia, bastante geral, por certo, com a qual em princípio parece coincidir González Echegaray. Em ambas as publicações situam-se as decorações de toda a «Galeria A» e o primeiro subsantuário da «Sala XI» («Galeria C») num momento inicial do Estilo III; enquanto o segundo subsantuário da mesma sala estaria dentro do Estilo IV antigo. Leroi-Gourhan baseia-se no paralelismo das obras da «Galeria A» com Lascaux e, embora reconheça que este é mais arcaico, sugestiona que são contemporâneos. Recentemente, a partir da possibilidade de aplicar sistemas de datação absoluta às pinturas, está-se a demonstrar que a classificação de estilos proposta por Leroi-Gourhan ou qualquer datação relativa de outros investigadores é débil.
Também Jordá revisou a cronologia de La Pasiega. As suas últimas publicações situam a decoração desta caverna no seu Ciclo Médio: Solutreu-magdaleniano, aceitando integramente as onze fases de Breuil, mas sem admitir, ou ao menos duvidando seriamente, que parte da decoração pudesse ser aurignaciana. A fase Solutreana do Ciclo Médio inclui as figuras pintadas em vermelho, quer com traço fino, quer largo e baboso; também parte das figuras tamponadas. As gravuras deste período seriam, para Jordá, escassas e toscas. Pouco depois, aparecem cavalos incompletos vermelhos, mais de estilo vivaz e realista, alguns ideomorfos retangulares e a chamada «Inscrição». Durante a segunda parte do seu Ciclo Médio, ou seja, o Magdaleniano Inferior cantábrico, persistem as contornas gravuras arcaizantes, mas aparece o traço múltiple e estriado nos cavalos das galerias B e C, e nas cervas da «Galeria C». As figuras pintadas podem ser vermelhas, com tamponado, traço baboso ou modelante; também poderiam ser pretas com traço modelante. Contudo, são mais importantes as tintas monocromáticas vermelhas tratadas com claro-obscuro modelante, às vezes associadas a gravuras ou traços pretos que as completam; estas são, também, as que expressam melhor o dinamismo (torsão do pescoço, movimento das patas...). Para alguns autores, estas figuras seriam as mais evoluídas. Os bícromos são escassos e, na maioria das ocasiões, trata-se de correições posteriores numa cor diferente à da figura original. Apenas um cavalo da «Galeria A», no último grupo, pode ser considerado bícromo autêntico, relacionável com os de El Castillo. Os ideomorfos mais abundantes são os quadrangulares com divisões internas. Jordá sustinha que os antropomorfos desapareceram durante o Ciclo Médio, porém, La Pasiega tem vários, quatro segundo os primeiros autores, apenas um segundo os últimos estudos.
</ref>

Pelo seu lado, os professores González Echegaray e González Sáinz parecem compartir a ideia geral de Leroi-Gourhan, ao aceitar que as obras de La Pasiega pertencem aos Estilos III e IV. Em concreto, ao Estilo III pertenceria quase toda a «Galeria A» e o primeiro conjunto da «Galeria C» (sala XI), neles predominaria a pintura vermelha com traços tamponados ou lineais simples; também incluem as tintas monocromáticas e a adição da gravura ou a bicromia como complemento para modelar o volume. Pela sua parte, o Estilo IV dá-se, sobretudo, na «Galeria B» e no segundo grupo da «Galeria C»; nesta fase predomina a cor preta ou parda, com um traço linear fino, sem quase modelado, mas com um recheio interno de raias. As gravuras também são mais abundantes (traços lineares simples, ou traços repetidos, estriados e, mesmo, raspados).

## O significado da Arte Parietal de La Pasiega
Com apenas uma caverna, por muitos painéis e grandes conjuntos que tenha, não pode ser estabelecido o significado da Arte Parietal Paleolítica; portanto, é necessária a explicação de diferentes teorias a este caso concreto.

### A magia propiciatória
A hipótese mais tradicional que vê a arte parietal paleolítica um meio mágico para propiciar a caça por homeopatia ou por simpatia tem, em La Pasiega, poucos ou nenhum animal ferido em que sustentar-se: unicamente o bisão do painel 83, reproduzido mais em cima, foi interpretado, com ressalvas, como animal ferido com um arma de arremesso. Contudo, o cervo não somente é o animal mais representado nesta gruta, mas, pelos restos arqueológicos, era o mais caçado pelos povos paleolíticos cantábricos. Quanto ao restante dos animais, as proporções não coincidem, já que devera ser o íbex e, após, o bovídeo; o cavalo devera ocupar o último lugar.
Neste sentido, Henri Delporte analisou esta defasagem entre o que denominou «indícios culinários» (ou seja, a fauna bromatológica dos sítios arqueológicos do Paleolítico Superior) e os «Indícios estéticos» (a fauna representada na Arte Parietal). Segundo Delporte, a desarmonia entre estes dois elementos é a prova de que a teoria da «Magia Propiciatória» não é válida para a arte paleolítica, ao menos, por si só. A seguir, propõe uma explicação alternativa, baseada em algum tipo de mitologia mais variada e complexa que as explicações tradicionais. Além disso, tal mitologia devera ser muito evoluída, levando em conta a mestria técnica que rebordaram os primitivos artistas, não somente com caráterreligioso ou mágico, mas também como reflexo socioeconômico da época. Por último, acredita que o artista primitivo não se preocupava unicamente por satisfazer as suas necessidades metafísicas, mas também deveu sentir a necessidade de satisfazer o seu gosto pela beleza ou pelo realista.

### A caverna como Santuário
Desde que surgiram as primeiras interpretações da Arte pré-histórica, em especial aquelas associadas a uma interpretação das figuras como símbolos de fertilidade, acreditou-se que a própria caverna era, em si mesma, uma representação do feminino: concretamente estaria em relação à mãe Terra, geradora e com o útero materno. Foi a investigadora francesa Anette Laming-Emperaire que sistematizou esta ideia. Para Laming-Emperaire, toda a arte paleolítica responde a um sistema simbólico-metafísico de base sexual; por outro lado, a distribuição das figuras na caverna não é aleatória, mas responde a um plano estruturado na mente do humano pré-histórico, plano que refletia sua visão do mundo, sua cosmogonia. Assim, bem como as atuais igrejas, sinagogas ou mesquitas, a decoração e estruturação das cavernas organizava-se seguindo um esquema mais ou menos cósmico. As suas figuras, signos e representações, mesmo sua orografia seguia uma hierarquia complexa, difícil de esclarecer, mas na qual a própria caverna ou seus passadiços, nichos e divertículos são o símbolo do órgão sexual feminino.
Para Laming-Emperaire há uma série de santuários exteriores, associados a lugares de habitação e outros interiores, mais subterrâneos, que começam onde não chega a luz do exterior, e que, evidentemente, são de mais difícil acesso. Estes santuários interiores eram visitados raramente, por poucas pessoas, mas eram utilizados ao longo de milheiros de anos, pelo qual neles são habituais as superposições e os repintes. Deste ponto de vista, em La Pasiega, as Galerias B e C seriam santuários exteriores, com entrada direta desde fora (de fato, a «Galeria B» é a que foi escavada e deparou materiais arqueológicos Solutreanos e magdalenianos). Por outro lado, a «Galeria A» responde à tipologia características de um santuário interior.

### O estruturalismo de Leroi-Gourhan
À parte do fato de André Leroi-Gourhan assumir a ideia de «Caverna como santuário» e dar-lhe, como muitos outros, um caráter simbólico feminino: a «Caverna Madre»; ele busca em todas elas uma estrutura repetida, uma lei generalista que aponte claramente a um ponto de vista próprio das ciências duras e oposto ao particularismo historicista.
Mostraram-se numerosos exemplos de como o paradigma de Leroi-Gourhan pode aplicar-se a esta caverna, mesmo aceitando o fato de La Pasiega resultar fortemente atípica na proporção de espécies animais, devido ao alto número de cervos e cervas. Isto poderia induzir a suspeitar que La Pasiega é uma caverna atípica, como outras que o próprio autor reconhece, entre elas Covalanas (na qual apenas há um cavalo e a presença do bovídeo é discutida). Contudo, amiúde os estudos do autor foca-se na qualidade; se temos em conta a situação privilegiada das estruturas cavalo-bovídeo, a sua aparente cuidada fatura e a sua repetição estratégica em todas as salas, apesar da sua proporção inferior (o citado autor põe como argumento que, numa igreja católica, as figuras mais importantes, Cristo ou a Virgem, não são precisamente as mais representadas), La Pasiega responde à teoria do investigador francês.
Por outro lado, não interpreta as figuras como representações da realidade física, nem as cenas como episódios concretos, mas como símbolos de uma realidade metafísica e intemporal, de jeito que as figuras são, na realidade, o que denomina «mitogramas». Também insiste em que a combinação binária, a simbologia masculina ou feminina do cavalo e o bovídeo é algo secundário frente à ideia da essência de oposição de contrários, concretamente de «metades endógamas» da mesma sociedade  . Esta oposição pode ser sexual ou não. Além disso, a associação binária somente é a parte básica de uma série de fórmulas geralmente mais complexas, amiúde ternárias, nas quais o cervídeo poderia cumprir um papel fundamental.  De fato, Leroi-Gourhan estudou detidamente muitos aspetos de La Pasiega, assumindo-a como um excelente exemplo do seu paradigma: entre outras considerações, a põe como exemplo de caverna com três santuários nos quais se repete a mesma fórmula geral, embora possa variar a quantidade e a qualidade das representações, bem como outros detalhes. Esta repetição de estruturas somente tem comparação em Lascaux.
: As Galerias B e C são consideradas santuários exteriores, pois deveram ter um acesso externo direto; a «Galeria A» seria o   sancta-sanctorum, um santuário interior de maior potência metafísica. Mas nas três se encontra, à entrada, um primeiro grupo de grandes signos femininos (na A, um maniforme e vários tetifomes; na B, um símbolo em grelha e, na C, a denominada «Armadilha»), um segundo grupo de signos antagônicos enfrentados (em quase todos os casos signos lineais e puntiformes contra ideomorfos tipo claviforme ou tectiformes, salvo na «Galeria B» na qual aparece a chamada «Inscrição») e, no meio, as representações faunísticas, nas quais o tema Cavalo-Bovídeo ocupa um lugar proeminente, embora não sempre central.
As críticas mais importantes a esta teoria são, em geral, o excessivo recurso à generalização, o desprezar certas variáveis particulares de cada caverna, como as cores, a cronologia, a consideração do santuário como um todo estático, o deixar de lado o peso numérico de certas espécies (como neste caso, os cervos) e o visar aplicar uma mesma regra a toda a arte paleolítica. Todas estas críticas são claramente historicistas, embora valiosas, e nenhuma soube ou pôde encontrar uma teoria geral equiparável. Pelo que as reações contra o paradigma de Leroi-Gourhan baseiam-se, mais bem, em particularismos e exceções que invalidam a regra. O pré-historiador Almagro Basch reprochou numa ocasião: «Você faz intervir diferentes técnicas nas suas associações, diferentes cores e diferentes épocas possíveis...».

### Outras interpretações
Seguindo o rasto das reações às teorias expostas por Leroi-Gourhan, está a postura do professor Jordá, que recusa admitir que uma única resposta sirva para solucionar os enigmas de 15 000 anos de arte. Este especialista põe especial atenção no emprego de diferentes cores ou técnicas nas representações (dado considerado aleatório por Leroi-Gourhan). Estes elementos parecem responder a tradições artísticas próprias dentro de determinados grupos humanos paleolíticos. A Arte seria o reflexo de uma religião zoolátrica, ligada a uma economia caçadora-coletora e a uma sociedade muito primitiva e, possivelmente, endogâmica. A Arte incluiria elementos mágicos (referentes a ritos) e elementos religiosos (referentes a mitos) relacionados com a fecundidade (vulvas e falos) com o culto aos antepassados (antropomorfos), às árvores (ideomorfos ramiformes), etc, por vezes dificilmente discerníveis.
Embora as teorias de Breuil e Leroi-Gourhan fossem criticadas inúmeras vezes, são as mais completas e globais, pelo qual se tornaram referências obrigadas, embora somente seja para as recusar. Porém, até que não começaram a se generalizar os sistemas de datação absoluta (como o Carbono-14, a termo-luminiscência ou a análise de pigmentos, entre outros) aplicados às pinturas rupestres, todo o que havia era mera especulação, mais destrutiva que construtiva. Ao se aplicaren estas técnicas, pode-se demonstrar que muitas das classificações baseadas no estilo das pinturas eram equivocadas, assim surgiu um movimento de recuso do conceito de Estilo e de evolução proposto por Leroi-Gourhan chamado Postestilismo. Contudo, na maior parte das ocasiões, as análises cronológicas demonstraram ser compatíveis com os estilos deste investigador, embora algumas vezes fossem precisas certas correições e matizações.
Outro dos conceitos posto numa enrascada é o da caverna como santuário. Posto que, por um lado descobriram-se várias estações rupestres paleolíticas ao ar livre desmentem a ideia da «caverna-mãe» e, pelo outro lado, as revisões e reconstruções do possível estado original das cavernas decoradas, entre elas La Pasiega, demonstraram que às vezes não é possível separar santuário de zona de habitação, porque ocupam o mesmo espaço (este seria o caso da «Galeria B»). Isto implica reformular o conceito de santuário paleolítico tal como se vinha interpretando até a atualidade.
O postestilismo, apesar de se basear em novos procedimentos cientistas, implicou uma volta ao historicismo, à defesa da diversidade explicativa frente aos estudos globalizadores e generalizadores, como o estruturalismo. Foi rejeitada, ao mesmo tempo, a visão unificadora de um fenômeno tão complexo e, também, que apenas se levassem em conta pontos de vista religiosos ou mágicos.
Talvez uma das propostas mais prometedoras seja a que vê na arte paleolítica um sistema de expressão social que ajuda o grupo a aumentar sua coesão interna e sua integração com o contorno. Assim, propõe que os grafismos poderiam ser próprios de grupos concretos e que diferentes grupos poderiam usar diferentes símbolos. No caso de La Pasiega, é eloquente o exemplo dos tectiformes, que parecem formar uma grande família endêmica do oriente de Astúrias e o ocidente de Cantábria; e, até dentro desta zona tão restringida, seria possível observar sutis diferenças entre os tectiformes do vale do Sella, a respeito dos do vale do Besaya ou mesmo os do vale do Pas. Nessa linha, propor-se-ia que os signos poderiam ser interpretados como marcadores ou distintivos dos determinados grupos que dominavam determinados territórios.